# دبلین
دبلین (به چکی: Deblín) یک منطقهٔ مسکونی در جمهوری چک است که در ناحیه برنو-تسوونتری واقع شده‌است. دبلین ۱۴٫۸۷ کیلومتر مربع مساحت و ۹۶۵ نفر جمعیت دارد و ۴۷۵ متر بالاتر از سطح دریا واقع شده‌است.